# Enrico Arrigoni
Enrico Arrigoni   (Pozzuolo Martesana, 20 de febrer de 1894 - Nova York, 7 de desembre de 1986) pseudònim de Frank Brand fou un anarcoindividualista italoestatunidenc, paleta, escriptor de teatre, aventurer i activista polític influenciat per la filosofia de Max Stirner.

## Vida i activisme
Agafà el pseudònim "Brand" d'un personatge fictici d'una obra de teatre de Henrik Ibsen. En els 1910 comença a implicar-se en els grups anarquistes i antimilitaristes de Milà. Des d'aquesta dècada fins a la següent participa en activitats anarquistes i insurreccions populars en diversos estats com ara Suïssa, Alemanya, Hongria, Argentina i Cuba.
De la dècada dels 1920 ençà visqué a Nova York i allí publicà la revista anarcoindividualista eclèctica Eresia el 1928. També escrivia per a altres publicacions anarquistes italoamericanes com L'Adunata dei refrattari, Cultura Obrera, Controcorrente i Intessa Llibertària. Durant la Guerra Civil espanyola, lluità en el bàndol anarquista, però fou arrestat i Emma Goldman l'ajudà a sortir de la presó. Després torna a Nova York i fou membre a llarg termini del Club del Llibre Llibertari d'aquesta ciutat. Visqué als Estats Units com a immigrant il·legal.
Durant la dècada dels 1960 ajudà els anarquistes cubans que patien la repressió del govern de Fidel Castro. Al costat de l'anarquista cubà exiliat Manuel Ferro començà "una campanya a Itàlia... amb la publicació anarquista més important d'aquest estat, Umanità Nova, la publicació oficial de la Federazione Anarchica Italiana, amb l'objectiu principal de contrarestar la influència innegable de L'Adunata en la comunitat anarquista italoamericana, i sobretot responent a una sèrie d'articles a favor de la Revolució cubana publicats en aquest setmanari per Armando Borghi. Umanita Nova refusà publicar els articles escrits per Ferro (traduïts per Arrigoni), argumentant que no volien crear polèmica. En aquest punt Arrigoni els acusà d'estar pagats pels comunistes, i eventualment publicaren les respostes de Ferro a Borghi. Mesos després, Borghi -ignorant els punts de Ferro- publicà una nova defensa del castrisme en L'Adunata, però Umanita Nova refusà publicar-hi la resposta de Ferro." Arrigoni també traduí articles escrits per Ferro, els quals "es publicaren en la premsa anarquista de França, Itàlia, Mèxic i Argentina. D'acord amb Ferro, “en la majoria dels cercles (aquests articles) es reberen amb desgrat", per l'"entusiasme" amb què havien rebut la Revolució cubana. Però en altres casos els anarquistes es mobilitzaren a favor de la causa anarquista cubana: com ara la revista Reconstruir de Buenos Aires, publicada per Col·lectiu, totalment identificada amb els anarquistes cubans, que també publicà tots els escrits de Ferro."
Arrigoni va morir a Nova York a l'edat de 90 anys, el 7 de desembre de 1986.
L'anarquista nord-americà Hakim Bey, el 1991, parlà sobre Arrigoni en aquesta forma: "Com els stirneristes italians (que ens van influenciar pel nostre desaparegut amic Enrico Arrigoni), nosaltres recolzem tots els corrents antiautoritaris, malgrat les seues aparents contradiccions."

## Escrits
- The totalitarian nightmare (1975)
- The lunacy of the Superman (1977)
- Adventures in the country of the monoliths (1981)
- Freedom: my dream (1986)